# Ebony and Ivory
"Ebony and Ivory" là một bài hát của nhạc sĩ Paul McCartney và nhạc sĩ Stevie Wonder nằm trong album phòng thu thứ ba của McCartney, Tug of War (1982). Nó được phát hành vào ngày 29 tháng 3 năm 1982 như là đĩa đơn đầu tiên trích từ album bởi Parlophone Records và Columbia Records. Bài hát được viết lời bởi McCartney, trong khi phần sản xuất được đảm nhận bởi George Martin, cộng tác viên quen thuộc xuyên suốt sự nghiệp của McCartney. Được lấy cảm hứng từ một câu nói của Spike Milligan "nốt đen, nốt trắng của đàn dương cầm và bạn phải chơi cả hai để tạo nên sự hòa hợp cho giai điệu, thưa các bạn!", "Ebony and Ivory" là một bản pop và R&B ballad mang nội dung đề cập đến sự bình đẳng chủng tộc, trong đó sử dụng những phím đàn dương cầm như một phép ẩn dụ với phím màu đen là gỗ mun và phím màu trắng là ngà voi, và đặt ra câu hỏi về việc tại sao tất cả những chủng tộc không thể hòa hợp cùng nhau một cách hoàn hảo như những phím đàn.
Sau khi phát hành, "Ebony and Ivory" nhận được những phản ứng tích cực từ các nhà phê bình âm nhạc, trong đó họ đánh giá cao thông điệp tích cực và sự kết hợp ăn ý giữa hai nghệ sĩ. Ngoài ra, bài hát còn gặt hái nhiều giải thưởng và đề cử tại những lễ trao giải lớn, bao gồm ba đề cử giải Grammy cho Thu âm của năm, Bài hát của năm và Trình diễn song tấu hoặc nhóm nhạc giọng pop xuất sắc nhất tại lễ trao giải thường niên lần thứ 25. "Ebony and Ivory" cũng tiếp nhận những thành công ngoài sức tưởng tượng về mặt thương mại, đứng đầu các bảng xếp hạng ở Canada, Đức, Ireland, Ý, Na Uy, Tây Ban Nha và Vương quốc Anh, cũng như lọt vào top 5 ở tất cả những quốc gia nó xuất hiện, bao gồm những thị trường lớn như Úc, Áo, Bỉ, Đan Mạch, Pháp, Hà Lan, New Zealand, Thụy Điển và Thụy Sĩ. Tại Hoa Kỳ, nó đạt vị trí số một trên bảng xếp hạng Billboard Hot 100 trong bảy tuần liên tiếp, trở thành đĩa đơn quán quân thứ tư của McCartney dưới cương vị nghệ sĩ hát đơn và thứ bảy của Wonder tại đây.
Video ca nhạc cho "Ebony and Ivory" được đạo diễn bởi Keef, trong đó bao gồm những cảnh McCartney và Wonder cùng hát và chơi đàn dương cầm trong một căn nhà, trước khi cùng nhau trình diễn trên sân khấu với ban nhạc. Kể từ khi phát hành, bài hát đã được hát lại và sử dụng làm nhạc mẫu bởi nhiều nghệ sĩ, như Richard Clayderman, Eddie Murphy, Jimmy Fallon và Terry Crews, cũng như xuất hiện trong nhiều tác phẩm điện ảnh và truyền hình, bao gồm Diff'rent Strokes, Guess Who, Peter Kay's Car Share và The Simpsons. Ngoài ra, "Ebony and Ivory" còn nằm trong nhiều album tuyển tập của hai nghệ sĩ, như All the Best! (1987), The Paul McCartney Collection (1993) và Pure McCartney (2016) của McCartney, cũng như Song Review: A Greatest Hits Collection (1996) và The Definitive Collection (2002) của Wonder. Ngoài phiên bản song ca với Wonder, một bản hát đơn của McCartney cho bài hát cũng được phát hành, bên cạnh một video ca nhạc cũng được thực hiện cho nó.

## Danh sách bài hát
Đĩa 7"
1. "Ebony and Ivory" – 3:41
2. "Rainclouds" – 3:07

Đĩa 12"
1. "Ebony and Ivory" – 3:41
2. "Rainclouds" – 3:07
3. "Ebony and Ivory" (bản hát đơn) – 3:41

## Xếp hạng
| Bảng xếp hạng (1982)                     | Vị trí cao nhất |
| ---------------------------------------- | --------------- |
| Úc (Kent Music Report)                   | 2               |
| Áo (Ö3 Austria Top 40)                   | 3               |
| Bỉ (Ultratop 50 Flanders)                | 2               |
| Canada (RPM)                             | 1               |
| Canada Adult Contemporary (RPM)          | 2               |
| Đan Mạch (IFPI)                          | 5               |
| Châu Âu (European Hot 100 Singles)       | 1               |
| Pháp (IFOP)                              | 5               |
| Đức (Official German Charts)             | 1               |
| Ireland (IRMA)                           | 1               |
| Isarel (IBA)                             | 1               |
| Ý (FIMI)                                 | 1               |
| Nhật Bản (Oricon International Chart)    | 1               |
| Hà Lan (Dutch Top 40)                    | 3               |
| Hà Lan (Single Top 100)                  | 3               |
| New Zealand (Recorded Music NZ)          | 2               |
| Na Uy (VG-lista)                         | 1               |
| Nam Phi (Springbok Radio)                | 3               |
| Tây Ban Nha (AFYVE)                      | 1               |
| Thụy Điển (Sverigetopplistan)            | 2               |
| Thụy Sĩ (Schweizer Hitparade)            | 2               |
| Anh Quốc (OCC)                           | 1               |
| Hoa Kỳ Billboard Hot 100                 | 1               |
| Hoa Kỳ Adult Contemporary (Billboard)    | 1               |
| Hoa Kỳ Hot R&B/Hip-Hop Songs (Billboard) | 8               |

| Bảng xếp hạng (1982)                 | Vị trí |
| ------------------------------------ | ------ |
| Australia (Kent Music Report)        | 20     |
| Austria (Ö3 Austria Top 40)          | 10     |
| Belgium (Ultratop 50 Flanders)       | 23     |
| Canada (RPM)                         | 3      |
| Denmark (IFPI)                       | 11     |
| France (IFOP)                        | 47     |
| Germany (Official German Charts)     | 14     |
| Italy (FIMI)                         | 9      |
| Netherlands (Dutch Top 40)           | 22     |
| Netherlands (Single Top 100)         | 37     |
| New Zealand (Recorded Music NZ)      | 17     |
| Switzerland (Schweizer Hitparade)    | 10     |
| UK Singles (Official Charts Company) | 9      |
| US Billboard Hot 100                 | 4      |
| US Adult Contemporary (Billboard)    | 3      |
| US Hot R&B/Hip-Hop Songs (Billboard) | 28     |

| Bảng xếp hạng (1980-89)              | Vị trí |
| ------------------------------------ | ------ |
| UK Singles (Official Charts Company) | 67     |
| US Billboard Hot 100                 | 14     |

| Bảng xếp hạng        | Vị trí |
| -------------------- | ------ |
| US Billboard Hot 100 | 76     |

## Chứng nhận
| Quốc gia                                                                           | Chứng nhận | Số đơn vị/doanh số chứng nhận |
| ---------------------------------------------------------------------------------- | ---------- | ----------------------------- |
| Úc (ARIA)                                                                          | Vàng       | 50.000^                       |
| Pháp (SNEP)                                                                        | —          | 377,000                       |
| New Zealand (RMNZ)                                                                 | Vàng       | 10.000*                       |
| Anh Quốc (BPI)                                                                     | Vàng       | 500.000^                      |
| Hoa Kỳ (RIAA)                                                                      | Vàng       | 1.000.000^                    |
| * Chứng nhận dựa theo doanh số tiêu thụ. ^ Chứng nhận dựa theo doanh số nhập hàng. |            |                               |